# Les Tilleroyes
 (octobre 2017).
Si vous disposez d'ouvrages ou d'articles de référence ou si vous connaissez des sites web de qualité traitant du thème abordé ici, merci de compléter l'article en donnant les références utiles à sa vérifiabilité et en les liant à la section « Notes et références ».
Les Tilleroyes est un quartier de Besançon, situé au nord-ouest de la ville.

## Histoire
Le terme de « Tilleroyes » est formé à partir de tilleul et du suffixe oye qui désigne une collection de végétaux. On trouvait donc sans doute dans ce quartier une forêt de tilleul.[réf. nécessaire]

## Évolution démographique
| 1999  | 2006  | 2010  | 2015  |
| ----- | ----- | ----- | ----- |
| 1 342 | 2 178 | 1 974 | 2 313 |

## Géographie
Le quartier est situé au nord-ouest de la ville, entre Pirey, Planoise, Saint-Ferjeux, le campus de la Bouloie, la zone industrielle de Trépillot et le centre hospitalier régional universitaire.

## Vocation économique
Le quartier des Tilleroyes est le second pôle emploi de la ville après celui du centre-ville, avec plus de 7 000 emplois. Ceux-ci sont concentrés essentiellement dans la zone industrielle de Trépillot.
Trépillot est le nom donné à trois zones industrielles connexes : la zone industrielle des Tilleroyes, la zone industrielle de Trépillot et la zone industrielle de Châteaufarine. Cette dernière, appelée jadis « zone industrielle de Planoise » devait être une extension du quartier et accueillir les entreprises et industries (remplacée par la ZAC Lafayette et la ZAC de Vigny). 
De très nombreuses entreprises y sont installées, dont :
- AFC Fermetures : confection de portes et de serrures[2] ;
- Metro AG, vente en gros aux professionnels ;
- Diehl Augé-Découpage, découpage de pièce de cuivre pour les semi-conducteurs de puissance ("leadframes").
- Digital Surf, logiciels d'analyse tridimensionnelle du relief microscopique pour les microscopes et les profilomètres ;
- H.B.E., vente de machine à bois[3] ;
- Photline, modulateurs de lumière très haut débit pour les télécommunications, la mesure et l'industrie spatiale[4] ;
- Prosegur - Valtis, transports de fonds ;
- Statice, entreprise de recherche et développement sous contrat œuvrant dans les microtechniques et le médical ;
- Topsign, conception et réalisation d'enseignes ;
- Zénith précision, entreprise spécialisée dans la fabrication de compteurs mécaniques[5].

## Noms de certaines rues du quartier
- Rue Jeanne-Antide Thouret
- Rue Berthe Morisot
- Rue Sœur Marcelle Baverez
- Rue Denis Papin
- Rue Joseph Kosma
- Rue Simone Signoret
- Rue Jean-Luc Lagarce
- Rue Madeleine Brès
- Rue Sarah Bernhardt
- Rue Louis Bachelier
- Rue Suzanne Valadon
- Rue Leopoldo Fregoli
- Rue Gaspard Gresly
- Chemin du Château de Vregille
- Chemin Jean de Courvoisier
- Chemin du Sanatorium
- Chemin des Tilleroyes
- Chemin des écoles des Tilleroyes
- Chemin de la Chaille
- Chemin de Serre

## Enseignement
- École maternelle et élémentaire publique Jean-Boichard
- L'Institut de Formation en Soins Infirmiers (IFSI) de Besançon (école d'infirmières)
- L'EREA Alain Fournier de Besançon
- École et collège Saint Anselme

## Infrastructures

### Médicales
- Clinique Saint-Vincent.
- Centre de soins et de réadaptation des Tilleroyes, rattaché au CHRU Jean Minjoz (depuis 1967). Auparavant le Centre de Soins fut un sanatorium départemental : le Sanatorium des Tilleroyes (1928-1967), dont il ne subsiste qu'un seul bâtiment et une ancienne chapelle (voir paragraphe suivant). Le sanatorium fut construit sur la ferme du Saint-Esprit qui abritait l'Ordre Hospitalier du Saint-Esprit.
- L'ancienne chapelle des Tilleroyes. Rattachée au Centre de soins, elle fut établie dans la ferme du Saint-Esprit construite en 1732, avant d'être affectée au culte en 1862, comme le prouve une plaque apposée sur l'un des murs de l'édifice. Une tour remarquable est située sur l'un des coins de la chapelle, et une croix assez discrète coiffe la partie arrière du bâtiment. Sur l'un des côtés, on peut lire la phrase : Sit Nomen Domini Benedictum = « Le nom de Dieu soit béni » et sur la façade principale une petite statuette orne l'une des entrées. Actuellement, la chapelle sert de bureaux.
- Le centre médical Château Galland.
- ADAPEI : possède différents bâtiments dans le quartier dont le Château Galland.

### Sportives / Centres équestres
- Les Écuries de Château Galland
- Centre Omnisports Pierre Croppet
- Profession Sport (Doubs / Territoire de Belfort)

### Militaires / Châteaux
- Batterie de la Ferme de l'Hôpital - Fort Bouchet. Cette batterie est située à proximité du Centre de Soins. Elle a été construite entre 1878 et 1879. Un magasin à poudre annexe a été construit vers un lotissement en contrebas en 1889.
- Château Galland
- Château de Lenoncourt (Habitat 25)
- Château de Vregille (propriété privée)
- Château du Comte de Montrichard (propriété privée)
- Château Belin (propriété privée) (détruit)
- Château à Flaut-Agasse (détruit)

Sources : Histoire des Tilleroyes présent sur le site Internet de l'association Vivre Ensemble aux Tilleroyes : http://www.vivre-ensemble-aux-tilleroyes.fr/

## Bâtiments publics
- Abattoirs municipaux de la ville.
- Déchèterie des Tilleroyes.
- Centre EDF-GDF.

## Personnalités liées au quartier
- Gabriel Plançon, résistant, y a grandi.
- Marcelle Baverez, résistante

C'est l'entreprise Besançon Mobilités qui exploite les lignes urbaines de bus de Grand Besançon Métropole, sous la marque Ginko.
- Seule la ligne  9  dessert la partie résidentielle du quartier, tandis que les lignes  7  10  desservent la zone industrielle Trépillot - Tilleroyes. Les  Ginko Diabolo  D2  D6  desservent le quartier.
- La rocade de Besançon passe à l'intérieur de la zone industrielle Trépillot - Tilleroyes et la sépare de la partie résidentielle du quartier où elle passe à proximité de cette dernière.

## Associations
- La Colline des Tilleroyes - Arrêtée
- Vivre Ensemble aux Tilleroyes (VET)
- Retraite Sportive de Besançon Tilleroyes (RSBT)